# Виндоу Рок (Аризона)
Виндоу Рок (енгл. Window Rock) насељено је место без административног статуса у америчкој савезној држави Аризона.

## Демографија
По попису из 2010. године број становника је 2.712, што је 347 (-11,3%) становника мање него 2000. године.
| Група             | 2000.     | 2010.     |
| Белци             | 93 (3,0%) | 60 (2,2%) |
| Афроамериканци    | 5 (0,2%)  | 1 (0,0%)  |
| Азијати           | 13 (0,4%) | 20 (0,7%) |
| Хиспаноамериканци | 44 (1,4%) | 48 (1,8%) |
| Укупно            | 3.059     | 2.712     |